# Antitype subcaerulea
Antitype subcaerulea là một loài bướm đêm trong họ Noctuidae.